# Enxet
Enxet / u izgovoru enklet; Južni Lengua/, indijansko pleme porodice Mascoian nastanjeno u unutrašnjosti Paragvaja, na Chacu. Južni Lengua su polunomadi koji se bave lovom i sakupljanjem. Napose se love kapibare (najveći glodavac na svijetu), jelen, iguana i sakupljanjem divljeg meda i raznog bilja. Zemlja Enkleta uglavnom je danas zaposjednuta paragvajskim rančerima koji su je učinili nepogodnom za lov i rast divljeg bilja.
Južnih Lengua ima oko 10.000 i razlikuju se od svojih sjevernih susjeda Enlhet (koji govore sjevernim jezikom; lengua norte). Danas se zbog uništenja svog plemenskog teritorija mnogi nalaze na eksploatatorskom radu kod bijelih rančera.

## Vanjske poveznice
- Enxet  Arhivirana inačica izvorne stranice od 17. veljače 2021. (Wayback Machine)
- El Paraguay Multiétnico y Pluricultural  Arhivirana inačica izvorne stranice od 16. ožujka 2007. (Wayback Machine)